# Dublin City Gallery The Hugh Lane

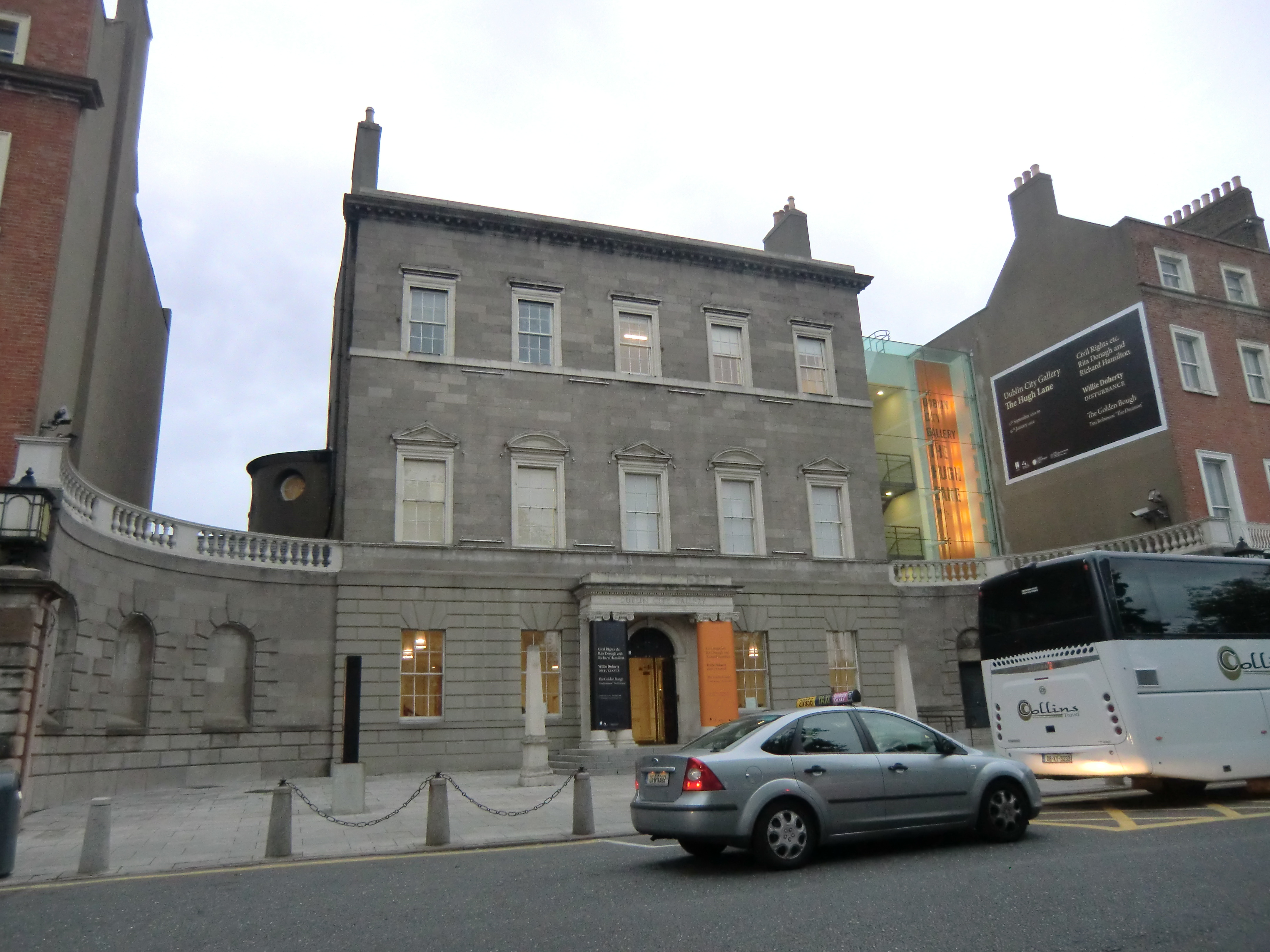
The Hugh Lane Gallery im September 2011

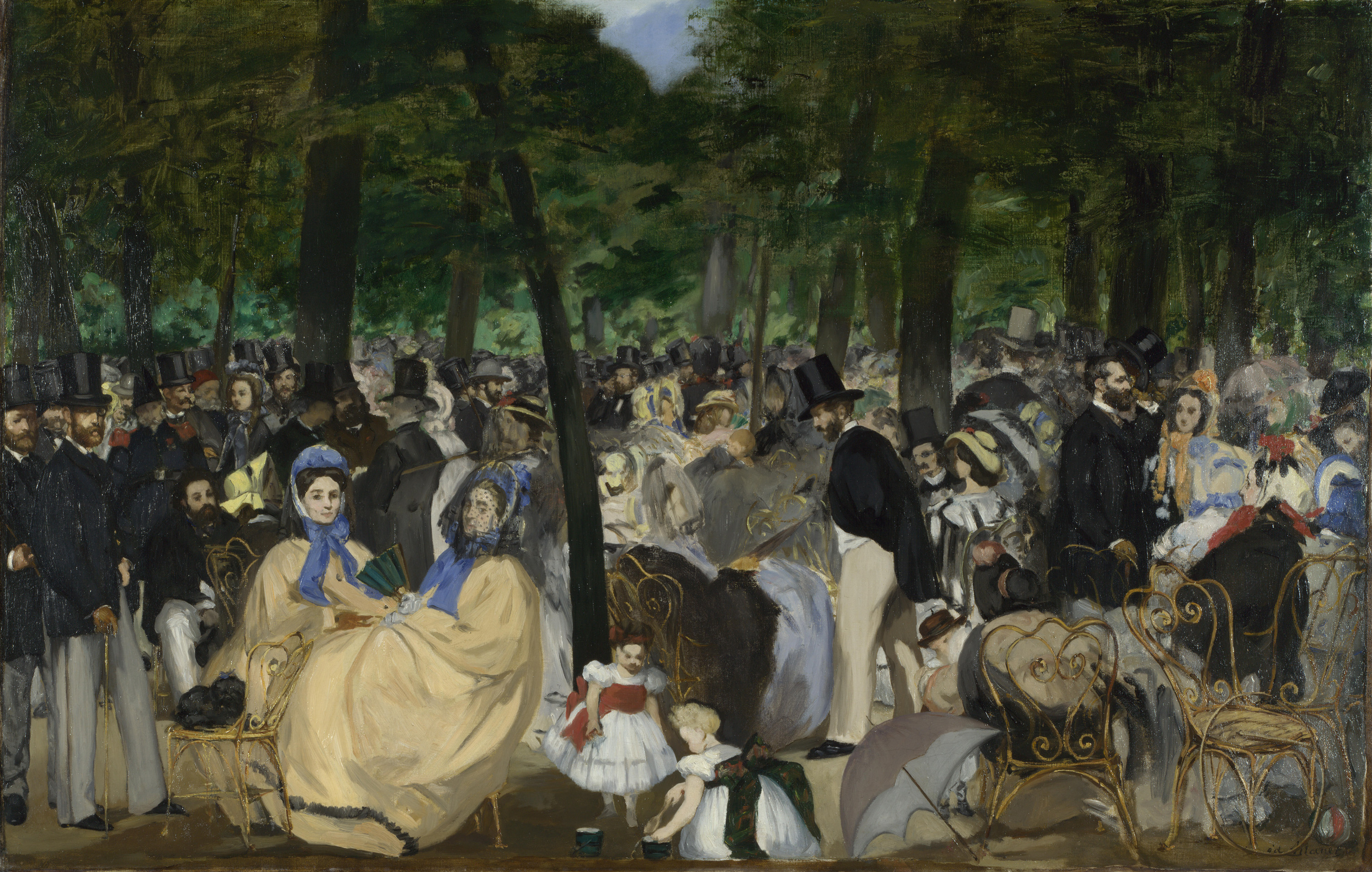
Édouard Manets La Musique aux Tuileries wurde von Hugh Lane erworben

Dublin City Gallery The Hugh Lane (irisch Gailearaí Hugh Lane Chathair Bhaile Átha Cliath), besser bekannt unter dem Namen The Hugh Lane Gallery, ist ein Museum in Dublin, Republik Irland. Es befindet sich in dem von Sir William Chambers entworfenen Charlemont House nördlich des Parnell Square und war ursprünglich das Stadthaus von James Caulfeild, 1. Earl von Charlemont.

## Geschichte
Hugh Lane gründete 1908 die Galerie in der Harcourt Street unter dem Namen Municipal Gallery of Modern Art (Städtische Galerie der neuen Kunst) – eine der weltweit ersten öffentlichen Galerien für moderne Kunst. Heute ist der offizielle Name Dublin City Gallery The Hugh Lane.
Hugh Lane vermachte seine Sammlung europäischer Kunst testamentarisch der National Gallery in London, verfügte jedoch kurz vor seinem Tod 1915 in einem nicht beglaubigten Kodizil, dass sie in Dublin verbleiben sollten. Nach jahrelangen Streitigkeiten wurde 1959 beschlossen, die 39 Gemälde abwechselnd in London und Dublin zu zeigen.
Das Museum hat heute eine eigene Sammlung und beherbergt zusätzlich Ausstellungen von meist irischen zeitgenössischen Künstlern. 2001 wurde ein Nachbau des Studios Francis Bacons ausgestellt. Von 2004 bis Mai 2006 war das Museum wegen Umbaus geschlossen. Seit der Wiedereröffnung (und noch bis Ende 2006) war die gesamte von Hugh Lane dem Museum vermachte Sammlung dort ausgestellt.